# Schott Music
Schott Music GmbH & Co. KG est une maison d'édition musicale, fondée en 1770 par l'éditeur Bernhard Schott, indépendante et de première importance, basée à Mayence, en Allemagne.

## Historique de l'éditeur
Son histoire est prestigieuse et son catalogue contient d’innombrables trésors. 
Elle reçut le titre de « graveur de musique de la cour » du prince-électeur Emeric-Joseph de Breidbach de Burrisheim. Schott fut un éditeur innovant qui utilisait le principe de la lithographie, une technique d’impression qui permettait la création et la reproduction à de multiples exemplaires d’un tracé exécuté à l’encre ou au crayon sur une pierre calcaire.
La maison Schott devint l'éditeur exclusif des œuvres de Richard Wagner. Elle s'intéressa à la musique du XVIIIe siècle et XIXe siècle : elle détient les droits pour les œuvres de Wolfgang Amadeus Mozart, Adolphe Adam, Daniel Auber, Gaetano Donizetti, Ignace Joseph Pleyel, Gioachino Rossini, Franz Liszt, Peter Cornelius, Carl Stamitz, et Georg Joseph Vogler. En 1970, la maison a fait installer une grande sculpture en bronze avec l'inscription "dédiée au génie de Richard Wagner" devant l'entrée de la Rheingoldhalle de Mayence située sur la rive du Rhin. 
Pour la musique du XXe siècle, elle détient les droits de compositeurs comme : Carl Orff et sa pédagogie musicale le Orff-Schulwerk, Jean Françaix, Glenn Gould et Henri Dutilleux. Pour la musique du XXIe siècle, elle détient les droits de compositeurs comme Émile Naoumoff.

## Autres activités
Le label Wergo créé en 1962 est une division de Schott Music & Media. Plutôt axé sur la musique classique du XXe siècle, Wergo consacre certes une large part de son activité à illustrer de manière discographique les publications de sa maison-mère, mais pas seulement. Les disques de musiques du monde sont publiés sous la marque Weltmusik. Depuis 1998, un journal trimestriel consacré à l'orgue contient un disque compact.